# Claudia Effenberg (Softballspielerin)
Claudia Effenberg (* 18. Dezember 1965 in Hamburg) ist eine ehemalige deutsche Softballspielerin und Trainerin.

## Softballspielerin
Claudia Effenberg kam 1994 zum Softball, nachdem sie vorher ein paar Jahre Baseball gespielt hatte. Mit den Hamburg Knights wurde sie 1995, 2005 und 2008 Deutscher Softballmeister sowie 2004 und 2006 Deutscher Softballpokalsieger. Auch in den zwischenliegenden Jahren erreichte sie mit dem Team jeweils die Endrunde zur Deutschen Meisterschaft. Im Feld spielt sie auf den Positionen 1. Base, Catcher und 3. Base.
Sie wurde 2008 in die Hall of Fame des Deutschen Baseball und Softball Verbands berufen.

## Trainerin
Nachdem sie zunächst im Verein als Spielertrainerin aktiv gewesen war, wurde Effenberg von 2003 bis 2006 Headcoach der deutschen Juniorinnen-Softballnationalmannschaft. Sie nahm mit den Juniorinnen an zwei Europameisterschaften (2004 in Paris und 2006 in Collecchio) teil. Nach ihrer erfolgreichen Tätigkeit in Jugendbereich wurde sie 2006 zum Headcoach der Deutschen Softballnationalmannschaft der Frauen befördert. 2012 trat sie aus persönlichen Gründen von diesen Posten zurück und Udo Dehmel wurde ihr Nachfolger.

## Privates
Claudia Effenberg ist die Schwester des ehemaligen Fußball-Nationalspielers Stefan Effenberg.